# Lithosia colonoides
Lithosia colonoides là một loài bướm đêm thuộc phân họ Arctiinae, họ Erebidae.